# Mercedes Rueda Sabater
Mercedes Rueda Sabater (Valladolid, 21 de septiembre de 1956-Viana de Cega, 19 de agosto de 1995) fue una arqueóloga y conservadora jefe de sección del Museo Arqueológico Nacional (España), en el departamento de numismática.

## Biografía
Mercedes Rueda Sabater nació en septiembre de 1956 en Valladolid, siendo la cuarta de ocho hermanos. Estudió arqueología en la Universidad de Valladolid. Obtuvo el grado académico de doctora por la universidad de Valladolid, en 1989. Su tesis Primeras acuñaciones en Castilla y León fue calificada de apto cum laudem. Fue diplomada en Archivística y Documentación, y realizó estudios de posgrado en la Biblioteca Nacional. En 1983 obtuvo la plaza por oposición al Cuerpo Facultativo de conservadores de Museos. Desde 1991 fue Jefa de Sección del Departamento de Numismática y Medallística del Museo Arqueológico Nacional de Madrid.
Su interés por catalogar monedas medievales la llevó a investigar en otros museos como el de Burgos, Valladolid, Palencia, León, Segovia, Ávila, entre otros españoles. Sin olvidar sus estancias en British, Ashmolean Museum, Fitzwilliam Museum.
Pereteneció a la Asociación Española de Arqueología Medieval (AEAM) y de la Sociedad Iberoamericana de Estudios Numismáticos (SIAEN).
Consideraba que la numismática no debía perder sus raíces en la arqueología, que era el medio para llegar a conocer la historia monetaria, esto es, el pasado.
Falleció el 19 de agosto de 1995 a los treinta y ocho años, sin terminar algunos trabajos que tenía en curso. El resultado de la labor realizada a lo largo de su trayectoria profesional fue expuesto en La moneda: algo más que dinero como muestra de su legado

El recuerdo de Mercedes Rueda pervive, desde  el punto de vista científico, en que ella trilló campos que no eran los normales como terreno de cultivo, y que estimó que lo importante de la moneda era su contribución a la comprensión de las sociedades que la habían emitido.